# Howard Zahniser
Pour les articles homonymes, voir Zahniser.
Howard Clinton Zahniser, né le 25 février 1906 à Franklin en Pennsylvanie, et mort le 5 mai 1964, est un militant écologiste américain.